# Pujols, Gironde
Pujols (okcitansko Pujòus) je naselje in občina v jugozahodnem francoskem departmaju Gironde regije Akvitanije. Leta 2008 je naselje imelo 532 prebivalcev.

## Geografija
Naselje leži v pokrajini Gujeni 50 km vzhodno od Bordeauxa.

## Uprava
Pujols je sedež istoimenskega kantona, v katerega so poleg njegove vključene še občine Bossugan, Civrac-sur-Dordogne, Coubeyrac, Doulezon, Flaujagues, Gensac, Juillac, Mouliets-et-Villemartin, Pessac-sur-Dordogne, Rauzan, Sainte-Florence, Saint-Jean-de-Blaignac, Saint-Pey-de-Castets, Sainte-Radegonde in Saint-Vincent-de-Pertignas s 7.380 prebivalci.
Kanton Pujols je sestavni del okrožja Libourne.

## Zanimivosti
- cerkev Notre-Dame de Pujols;

1. ↑  »Populations légales 2016«. Nacionalni inštitut za statistične in gospodarske raziskave. Pridobljeno 25. aprila 2019.